# ویلا مینوتزو
ویلا مینوتزو (به ایتالیایی: Villa Minozzo) یک کومونه در ایتالیا است که در استان رجو امیلیا واقع شده‌است. ویلا مینوتزو ۱۶۷٫۹ کیلومتر مربع مساحت و ۴٬۰۲۰ نفر جمعیت دارد و ۶۸۴ متر بالاتر از سطح دریا واقع شده‌است.